# Gustavo Sanciprián
Gustavo Sanciprián es un deportista mexicano que compitió en taekwondo. Ganó dos medallas en el Campeonato Mundial de Taekwondo en los años 1983 y 1985, y una medalla en el Campeonato Panamericano de Taekwondo de 1982.

## Palmarés internacional
| Campeonato Mundial      | Campeonato Mundial     | Campeonato Mundial | Campeonato Mundial |
| Año                     | Lugar                  | Medalla            | Categoría          |
| ----------------------- | ---------------------- | ------------------ | ------------------ |
| 1983                    | Copenhague (Dinamarca) | Medalla de bronce  | –60 kg             |
| 1985                    | Seúl (Corea del Sur)   | Medalla de plata   | –58 kg             |
| Campeonato Panamericano |                        |                    |                    |
| Año                     | Lugar                  | Medalla            | Categoría          |
| 1982                    | Ponce (Puerto Rico)    | Medalla de oro     | –60 kg             |